# Jean Giraud
Jean Giraud, född 8 maj 1938 i Nogent-sur-Marne, Val-de-Marne, död 10 mars 2012 i Paris, var en fransk serietecknare och scenograf. Han var även känd under sin pseudonym Mœbius (ibland stavat Moebius).

## Biografi
Tillsammans med Jean-Michel Charlier skapade han serien Blueberry, som publicerades i en lång serie album och som även givits ut i Sverige, både som album och som följetong i tidningen Fantomen.
Som Mœbius ägnade han sig åt serier i science fiction-genren.
Han var också en av grundarna av förlaget Les Humanoïdes Associés och tidningen Métal Hurlant. Den tidningen fungerade som inspirationskälla för den amerikanska Heavy Metal.
Jean Giraud arbetade även som konceptartist vid ett antal filmer, till exempel Alien, Willow och Det femte elementet.
Giraud avled 2012 i lymfkörtelcancer.

## Serier i urval
- Blueberry (1963–)
- Arzach (1976)
- Le Garage hermétique (1976–1980)
- Inkalen (L'Incal) (1981–1988)
- Le Monde d'Edena (1985–2001)
- Silver Surfer: Parable (1988–1989)